# Ушково (Костромская область)
Ушково — деревня в Степановском сельском поселении Галичского района Костромской области России.

## Название
Ранее носила название Пантелеево.
После окончания Великой Отечественной войны была переименована в честь Героя Советского Союза ефрейтора Дмитрия Константиновича Ушкова.

## География
Деревня находится в северо-восточной части Галичского района, в 3 километрах от автомобильной дороги Галич — Антропово.

## История
Впервые деревня Пантелеево упоминается в документах перед крестьянской реформой 1861 года. На тот момент деревня состояла из 16 дворов и принадлежала помещице Урусовой.
Согласно Спискам населённых мест Российской империи в 1872 году деревня Пантелеево относилась к 2 стану Галичского уезда Костромской губернии. В ней числилось 9 дворов, проживало 25 мужчин и 55 женщин.
Согласно переписи населения 1897 года в деревне Пантелеево проживало 99 человек (48 мужчин и 51 женщина).
Согласно Списку населённых мест Костромской губернии в 1907 году деревня Пантелеево относилась к Быковской волости Галичского уезда Костромской губернии. По сведениям волостного правления за 1907 год в ней числилось 19 крестьянских дворов и 101 житель. Основными занятиями жителей деревни, помимо земледелия, был плотницкий промысел.
В советское время в деревне был построен сельский клуб и ферма совхоза «Кировский» на 60 голов скота. В 1956 года после постройки в колхозе «Верный путь» Мелешинского сельсовета электростанции в деревне появилось электричество, а в следующем году деревня была радиофицирована. В 1968 году в деревне был построен 4-квартирный дом для работников животноводства.
В 70—80-х годах XX века в деревне были закрыты сельский клуб и ферма, из деревни наблюдался сильный отток населения. В 2001—03 годах, в связи с кражей проводов линии электропередач, прекратилось электроснабжение деревни. В 2004—05 годах из деревни уехал последний житель.
До муниципальной реформы 2010 года деревня также числилась в составе Степановского сельского поселения.

## Население
| 2008 | 2010 | 2012 | 2014 |
| ---- | ---- | ---- | ---- |
| 0    | →0   | →0   | →0   |

## Люди, связанные с деревней
В деревне родился Герой Советского Союза ефрейтор Дмитрий Константинович Ушков.